# Friedrichswalde
Friedrichswalde è un comune di 821 abitanti del Brandeburgo, in Germania.

Appartiene al circondario del Barnim ed è parte della comunità amministrativa di Joachimsthal (Schorfheide).
Dal 24 luglio 2013 il comune si fregia del titolo di Holzschuhmacherdorf ("paese degli artigiani delle calzature in legno").

## Storia
Il 1º febbraio 2002 venne aggregato al comune di Friedrichswalde il comune di Parlow-Glambeck.

## Geografia antropica

### Suddivisioni amministrative
Il comune di Friedrichswalde è suddiviso nelle due frazioni (Ortsteil) di Friedrichswalde e Parlow-Glambeck.